# Jubur
Els jubur són una tribu sunnita de la part central i central-nord de l'Iraq, a la zona del Diyala i a la d'Hilla principalment. Aquestes tribus es van enfrontar als otomans al segle xix i fins i tot abans, però al segle XX la majoria ja eren cultivadors i el que restaven nòmades van abandonar la pastura de cabres i van esdevenir sedentaris. Alguns van anar a treballar als camps de petroli.

## Referència
- Encyclopaedia of Islam, Brill Publishers, Leiden, s.v. «Djubūr».